# Uchacze
Uchacze es un pueblo de Polonia, en Mazovia. Se encuentra en el distrito (Gmina) de Maciejowice, perteneciente al condado (Powiat) de Garwolin. Se encuentra aproximadamente a 3 km al sureste de Maciejowice, 25 km al sur de Garwolin, y a 72 km al sureste de Varsovia.   
Entre 1975 y 1998 perteneció al voivodato de Siedlce.